# 75823 Csokonai
75823 Csokonai este un asteroid din centura principală de asteroizi.

## Descriere
75823 Csokonai este un asteroid din centura principală de asteroizi. A fost descoperit pe 28 ianuarie 2000 la Piszkesteto de Krisztián Sárneczky și László L. Kiss. Asteroidul prezintă o orbită caracterizată de o semiaxă mare de 3,10 ua, o excentricitate de 0,09 și o înclinație de 14,9° în raport cu ecliptica.